# Broie à tiller

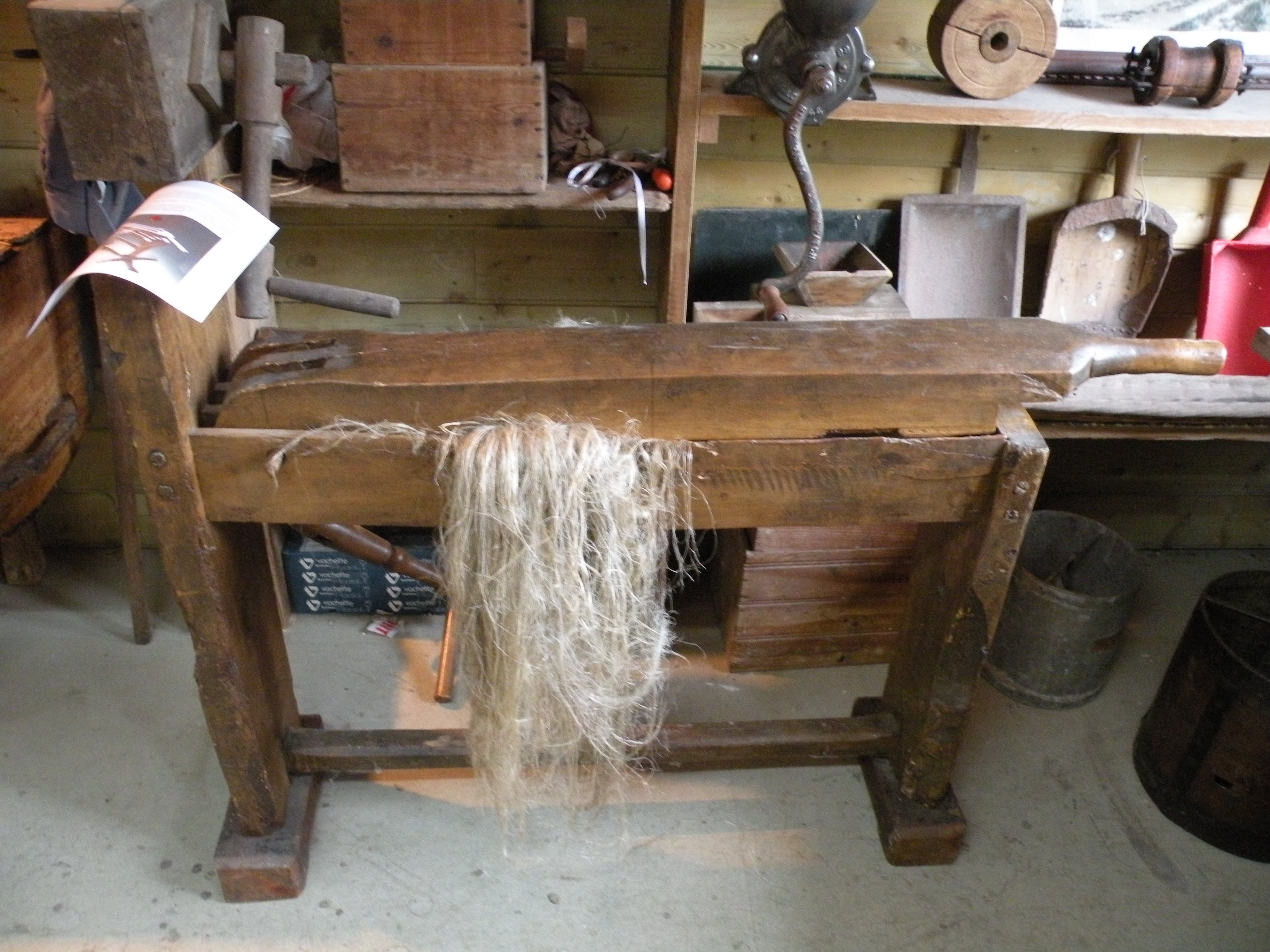
Une broie du Moulin de Cleutin à Fontenay-Torcy.

Une broie à tiller est un outil en bois qui servait à séparer la fibre et la partie ligneuse du lin ou du chanvre.
Il consiste en un socle fixe et un bras mobile, l'un et l'autre composés de lames de bois espacés et parallèles, ces lames s'emboîtant à chaque fois que le bras est abaissé afin d'écraser et briser les tiges de lin ou de chanvre placées transversalement sur le socle.
Cet appareil servait après le rouissage,.

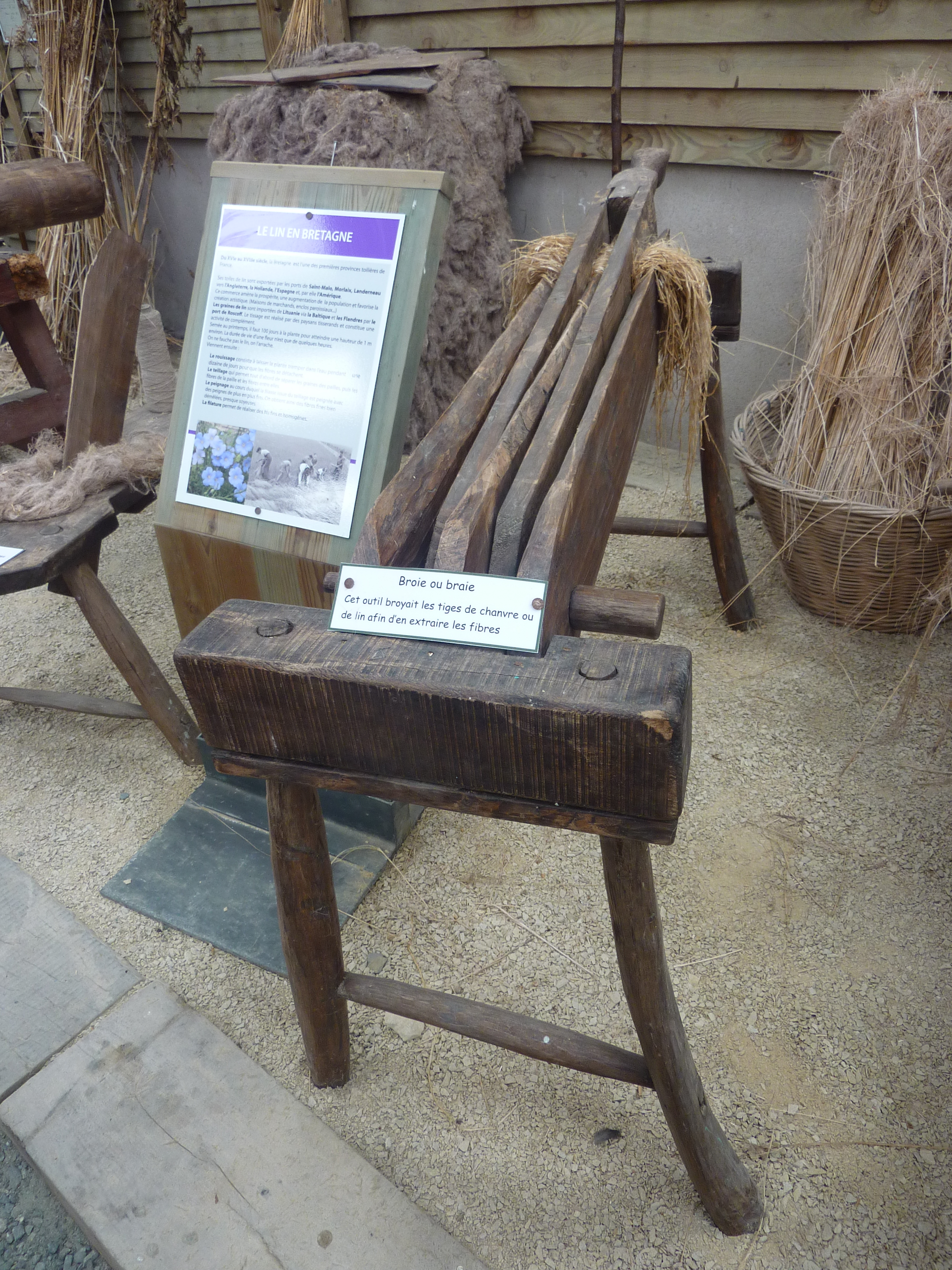
Broie à tiller (outil servant à broyer les tiges de lin ou de chanvre pour en extraire les fibres, Écomusée de Plouigneau).